# Viktor Kosičkin
Viktor Ivanovič Kosičkin (in russo Виктор Иванович Косичкин?; Moški, 25 febbraio 1938 – Mosca, 30 marzo 2012) è stato un pattinatore di velocità su ghiaccio sovietico.

## Palmarès

### Olimpiadi invernali
- Oro a Squaw Valley 1960 nei 5000 metri.
- Argento a Squaw Valley 1960 nei 10000 metri.

### Mondiali
- Oro a Mosca 1962 nel programma completo.
- Argento a Göteborg 1961 nel programma completo.
- Argento a Helsinki 1964 nel programma completo.

### Europei
- Oro a Helsinki 1961 nel programma completo.
- Bronzo a Göteborg 1965 nel programma completo.